# Легка атлетика на літній Спартакіаді УРСР 1967
Основна частина змагань з легкої атлетики на літній Спартакіаді УРСР 1967 року серед дорослих відбулась 23-28 червня в Києві на Київському Центральному стадіоні та мала статус чемпіонату УРСР з легкої атлетики.

## Медалісти

### Чоловіки
| Дисципліни                | Золото                                                                  | Золото    | Срібло                              | Срібло    | Бронза                            | Бронза    |
| ------------------------- | ----------------------------------------------------------------------- | --------- | ----------------------------------- | --------- | --------------------------------- | --------- |
| 100 метрів                | Євген Скорін Львівська обл.                                             | 10,5      | Віктор Усатий Дніпропетровська обл. | 10,6      | Юрій Камаєв Одеська обл.          | 10,6      |
| 200 метрів                | Євген Скорін Львівська обл.                                             | 21,9      | Володимир Погосій Львівська обл.    | 21,9      | Володимир Дьяченко Київська обл.  | 22,0      |
| 400 метрів                | Григорій Свербетов Одеська обл.                                         | 47,9      | М. Семенцов Одеська обл.            | 48,3      | В. Зимарев Львівська обл.         | 49,2      |
| 800 метрів                | Аркадій Ліпшеєв Київська обл.                                           | 1.51,0    | Микола Мальцев Запорізька обл.      | 1.51,1    | Іван Бєлицький Одеська обл.       | 1.51,2    |
| 1500 метрів               | Володимир Пантелей Харківська обл.                                      | 3.45,7    | Євген Абонін Київська обл.          | 3.47,7    | Олександр Хармац Харківська обл.  | 3.48,0    |
| 5000 метрів               | Степан Байдюк Київська обл.                                             | 14.02,4   | Борис Єфімов Луганська обл.         | 14.04,8   | Юрій Волков Дніпропетровська обл. | 14.09,8   |
| 10000 метрів              | Степан Байдюк Київська обл.                                             | 29.22,0   | Микола Телепун Київська обл.        | 29.16,4   | Борис Єфімов Луганська обл.       | 29.21,8   |
| Марафон                   | Анатолій Скрипник Київська обл.                                         | 2:26.22,0 | Василь Шалімінов Вінницька обл.     | 2:27.11,0 | В. Мамонтов Дніпропетровська обл. | 2:32.00,0 |
| 110 метрів з бар'єрами    | Олександр Синицин Київська обл.                                         | 14,2      | Віталій Силаєв Львівська обл.       | 14,3      | Євген Мазепа Одеська обл.         | 14,4      |
| 200 метрів з бар'єрами    | Анатолій Бондаренко Харківська обл.                                     | 23,6      | Володимир Булатов Київська обл.     | 23,6      | Володимир Ліхачов Донецька обл.   | 24,6      |
| 400 метрів з бар'єрами    | Михайло Семенцов Одеська обл.                                           | 51,4      | Володимир Булатов Київська обл.     | 51,5      | Юрій Сінеков Харківська обл.      | 52,3      |
| 3000 метрів з перешкодами | Віктор Кудинський Київська обл.                                         | 8.44,2    | Іван Беляєв Дніпропетровська обл.   | 8.45,4    | Федір Смуров Київська обл.        | 8.48,4    |
| 4х100 метрів              | Одеська обл.                                                            | 41,2      | Запорізька обл.                     | 41,4      | Донецька обл.                     | 41,5      |
| 4х400 метрів              | Одеська обл. Микола Трусов Микола Авілов М. Семенцов Григорій Свербетов | 3.14,8    | Київ                                | 3.16,1    | Львівська обл.                    | 3.16,2    |
| Ходьба 20 кілометрів      | Віктор Царьов Дніпропетровська обл.                                     | 1:31.12,0 | Віктор Помнющий Донецька обл.       | 1:32.04,0 | Борис Яковлєв Київська обл.       | 1:32.46,0 |
| Ходьба 50 кілометрів      | Юрій Андрющенко Київська обл.                                           | 4:26.45,0 | Анатолій Пеньок Запорізька обл.     | 4:28.58,4 | Цезар Ременюк Житомирська обл.    | 4:29.38,0 |
| Стрибки у висоту          | Валерій Волков Київська обл.                                            | 2,06 м    | Валерій Смирнов Харківська обл.     | 2,03 м    | В. Кручинін Київська область      | 2,00 м    |
| Стрибки з жердиною        | Юрій Волков Донецька обл.                                               | 4,70 м    | Валерій Шульга Харківська обл.      | 4,70 м    | Юрій Цасюк Київська обл.          | 4,40 м    |
| Стрибки у довжину         | Петро Баришков Київська обл.                                            | 7,55 м    | Віктор Авілов Дніпропетровська обл. | 7,55 м    | Олександр Хамаза Київська обл.    | 7,53 м    |
| Потрійний стрибок         | Геннадій Вовк Київська обл.                                             | 16,07 м   | А. Зотов Дніпропетровська обл.      | 15,89 м   | Анатолій Аляб'єв Київ             | 15,84 м   |
| Штовхання ядра            | Станіслав Триліс Київська область                                       | 17,34 м   | Віталій Шабленко Київська обл.      | 17,07 м   | В'ячеслав Бахтін Київська обл.    | 17,02 м   |
| Метання диска             | В'ячеслав Бахтін Київська обл.                                          | 54,40 м   | Валентин Ковтун Харківська обл.     | 53,80 м   | Ярослав Тягнибок Львівська обл.   | 50,04 м   |
| Метання молота            | Віктор Компанієць Київська обл.                                         | 62,90 м   | Іван Мойся Луганська обл.           | 62,62 м   | Анатолій Максимов Київська обл.   | 62,58 м   |
| Метання списа             | Сергій Шурхал Одеська обл.                                              | 73,40 м   | Іван Таран Київська обл.            | 73,34 м   | Євген Графов Київська обл.        | 71,60 м   |
| Десятиборство             | Олександр Чадаєв Одеська обл.                                           | 7247 очок | Анатолій Зотов Київська обл.        | 7246 очок | Микола Бугайцов Київська обл.     | 7142 очки |

### Жінки
| Дисципліни             | Золото                                                                       | Золото    | Срібло                                                             | Срібло    | Бронза                                                | Бронза    |
| ---------------------- | ---------------------------------------------------------------------------- | --------- | ------------------------------------------------------------------ | --------- | ----------------------------------------------------- | --------- |
| 100 метрів             | Лілія Ткаченко Харківська обл.                                               | 11,7      | В. Лазаренко Донецька обл.                                         | 12,1      | Людмила Левченко Дніпропетровська обл.                | 12,1      |
| 200 метрів             | Лілія Ткаченко Харківська обл.                                               | 24,4      | Лариса Зленко Дніпропетровська обл.                                | 24,7      | Н. Суницька Дніпропетровська обл.                     | 24,9      |
| 400 метрів             | Генія Марочкіна Луганська обл.                                               | 56,4      | Г. Ніколенко Дніпропетровська обл.                                 | 57,4      | С. Козлова Вінницька обл.                             | 57,5      |
| 800 метрів             | Тамара Дунайська Київська обл.                                               | 2.08,0    | Генія Марочкіна Луганська обл.                                     | 2.09,5    | Зінаїда Стеценко Київська обл.                        | 2.10,4    |
| 80 метрів з бар'єрами  | Галина Зарубіна Одеська обл.                                                 | 11,2      | Лариса Борзинець Київська обл.                                     | 11,3      | Неллі Орличенко Дніпропетровська обл.                 | 11,3      |
| 100 метрів з бар'єрами | Галина Зарубіна Одеська обл.                                                 | 13,9      | Валентина Лемешко Донецька обл.                                    | 14,1      | Неля Марченко Київська обл.                           | 14,1      |
| 4х100 метрів           | Дніпропетровська обл.                                                        | 47,5      | Одеська обл.                                                       | 47,6      | Харківська обл.                                       | 48,3      |
| 4х200 метрів           | Дніпропетровська обл. Т. Новикова Людмила Левченко Н. Суницька Лариса Зленко | 1.38,7    | Харківська обл. П. Богороденко Н. Усачова В. Сергєєва З. Щербакова | 1.41,2    | Одеська обл.                                          | 1.41,5    |
| Стрибки у висоту       | Валентина Авілова Чернівецька обл.                                           | 1,71 м    | Ольга Шурепова Київська обл.                                       | 1,68 м    | Марина Кромм Львівська обл.Л. Олексієнко Одеська обл. | 1,65 м    |
| Стрибки у довжину      | Любов Старостенко Запорізька обл.                                            | 5,96 м    | Олександра Гаєва Одеська обл.                                      | 5,89 м    | Тетяна Коцар Донецька обл.                            | 5,88 м    |
| Штовхання ядра         | Ганна Ваніна Донецька обл.                                                   | 15,18 м   | Марія Кузнецова Київська обл.                                      | 15,04 м   | Алла Каратаєва Запорізька обл.                        | 14,59 м   |
| Метання диска          | Любов Кузьміна Київська обл.                                                 | 48,92 м   | Л. Бондарчук Луганська обл.                                        | 48,22 м   | Альбіна Єлькіна Запорізька обл.                       | 47,44 м   |
| Метання списа          | Ніна Маракіна Харківська обл.                                                | 52,56 м   | Лідія Ясинська Львівська обл.                                      | 52,08 м   | Валентина Борисевич Харківська обл.                   | 48,92 м   |
| П'ятиборство           | Валентина Шапкіна Київська обл.                                              | 4734 очки | Раїса Ліпсніс Київська обл.                                        | 4496 очок | Віра Бут Полтавська обл.                              | 4383 очки |

## Командний залік
Командний залік офіційно визначався серед збірних команд областей та, окремо, серед команд виробничих колективів фізкультури.
| Місце | Команда                        | Очки  |
| ----- | ------------------------------ | ----- |
| 1     | Київська обл. (включаючи Київ) | 96875 |
| 2     | Харківська обл.                | 75864 |
| 3     | Одеська обл.                   | 73101 |

| Місце | Команда                  | Очки  |
| ----- | ------------------------ | ----- |
| 1     | ХТЗ Харків               | 22651 |
| 2     | «Метеор» Дніпропетровськ | 21718 |
| 3     | «Сталевар» Донецьк       | 21513 |